# Lortet
Lortet är en kommun i departementet Hautes-Pyrénées i regionen Occitanien i sydvästra Frankrike. Kommunen ligger i kantonen La Barthe-de-Neste som tillhör arrondissementet Bagnères-de-Bigorre. År 2022 hade Lortet 210 invånare.

## Befolkningsutveckling
Antalet invånare i kommunen Lortet
| Referens: INSEE |